# 56 Andromedae
Désignations
56 Andromedae (en abrégé 56 And) est une probable étoile binaire de la constellation d'Andromède. 56 Andromedae est sa désignation de Flamsteed. Elle a une magnitude apparente de 5,69, qui est juste assez brillante pour être faiblement visible à l'œil nu dans de bonnes conditions de visibilité. La distance de ce système peut être déterminée à partir du décalage annuel de la parallaxe de 9,9 ± 0,1 mas mesurée par le télescope spatial Gaia, ce qui donne une distance de 330 ± 4 a.l. (∼ 101 pc). Elle s'éloigne du Système solaire avec une vitesse radiale héliocentrique de +62 km/s et traverse la sphère céleste à un rythme relativement élevé de 0,183"/an. La paire est positionnée près de la ligne de visée de l'amas ouvert NGC 752, situé à ∼ 1 490 a.l. (∼ 457 pc).
Le composant primaire (le plus brillant) est une étoile géante vieillissante, avec un type spectral de K0 III, ayant épuisé l'hydrogène en son cœur et évolué hors de la séquence principale. Il fait partie du red clump, ayant subi un flash de l'hélium et générant actuellement de l'énergie en son cœur par la réaction triple alpha. L'étoile a environ 3,2 milliards d'années avec un taux de rotation observable négligeable, de sorte que l'axe de rotation de l'étoile pointe probablement vers la Terre. Elle a 1,3 fois la masse du Soleil et s'est étendue à 11 fois le rayon du Soleil. Elle rayonne 56 fois la luminosité du Soleil à partir de sa photosphère avec une température effective de 4 765 K
Le faible composant secondaire est une étoile de magnitude 11,93, située à une séparation angulaire de 18,50″ et selon un angle de position de 77° en date de 2001. Cela a peu changé par rapport à 1903, où elle était située à une séparation angulaire de 18,4″ et selon un angle de position de 80°.